# Жаклар, Виктор
Виктор Жаклар (фр. Charles Victor Jaclard; 18 декабря 1840, Мец, — 14 апреля 1903, Париж) — французский журналист, революционер-бланкист, участник Парижской коммуны. Муж российской революционерки Анны Жаклар.

## Биография
Родился в Меце 18 декабря 1840 года.
Решил получить медицинское образование, но был выслан из Франции за участие в революционных бланкистских заговорах. С самого начала учебы он стал активным противником политики Наполеона III. Жаклар поселился в Париже в 1864 году и быстро вступил в контакт со сторонниками Луи Огюста Бланки. В 1865 году он участвовал в проекте побега Бланки в Бельгию. На 1-м Международном студенческом конгрессе в Льеже он произнёс яркую речь в защиту атеизма, материализма и социализма, что привело к тому, что вскоре после этого его исключили из университета.
Жаклар был одним из первых французских социалистов, присоединившихся к Первому Интернационалу, основанному в 1864 году в Лондоне. Ученик Пьера-Жозефа Прудона, он находился в хороших отношениях с активистом Бенуа Малоном. В 1866 году Жаклар был заключён в тюрьму почти на шесть месяцев за участие в демонстрации. После освобождения он уехал в Женеву. Там он познакомился с революционной феминисткой Анной Васильевной Корвин-Круковской, сестрой Софьи Ковалевской. В 1868 году Жаклар участвовал в создании русским анархистом Михаилом Бакуниным Международного союза социалистической демократии в Женеве. Эта организация, созданная , была связана с Международной ассоциацией рабочих.
Низложение Наполеона III в 1870 году дало ему возможность вернуться во Францию, — вместе с гражданской женой Анной Корвин-Круковской. Назначенный восставшими рабочими комиссаром, он принимал активное участие в Лионском восстании в сентябре 1870 года. Вместе с женой он активно участвовал в Парижской Коммуне, будучи представителем Первого Интернационала в ЦК Национальной гвардии. Командир 158-го батальона Национальной гвардии Жаклар принял участие в восстании 31 октября 1870 года. В ноябре Жорж Клемансо назначил его заместителем в ратуше 18-го округа. В феврале 1871 года Жаклар безуспешно баллотировался на выборах в законодательные органы. Бывший руководитель 138-го батальона Национальной гвардии, он был назначен полковником 17-го федеративного легиона (или 18-го, по другим источникам) и генеральным инспектором укреплений. Он сражался во время Кровавой недели, сражаясь на баррикадах в Батиньоле и «Шато д'О» до самого конца.
Захваченный в военной форме версальскими войсками, Виктор Жаклар был приговорен французским военным судом к смертной казни. Однако с помощью сестры жены и её мужа Виктору Жаклару 1 октября 1871 года удалось бежать Швейцарию, затем добрался до Лондона.
В 1874 году в Швейцарии он защитил докторскую диссертацию по офтальмическому герпесу и в том же году супруги Жаклар уехали в Россию, где Виктор Жаклар стал учителем французского языка. Через свою жену о вошёл в круг народников; вместе с женой публиковал статьи в оппозиционных газетах «Слово» и «Дело».
В 1880 году после всеобщей амнистии коммунаров получил возможность вернуться на родину. Во Франции он возобновил связь с бланкистами, сохраняя при этом хорошие отношения с радикальным социалистом Жоржем Клемансо и социалистическим реформатором Александром Мильераном. Участвовал в основании Французской рабочей партии. В 1880-х годах Жаклар публиковал статьи в ежедневной газете Клемансо «La Justice». В 1886 году он был кандидатом в муниципальный совет Парижа (Клиньянкур) и во втором туре получил 39,93% голосов, уступив Жюлю Жоффрену. В 1889 году он был избран в муниципальный совет Альфорвиля, где поселился после смерти жены в 1887 году.
Был делегатом конгрессов Второго интернационала 1889, 1891 и 1893 годов в Париже, Брюсселе и Цюрихе.
Умер в Париже 14 апреля 1903 года.